# Zgonjevo
Zgonjevo (cyr. Згоњево) – wieś w Bośni i Hercegowinie, w Republice Serbskiej, w mieście Trebinje. W 2013 roku liczyła 80 mieszkańców.